# Hội chứng Reye
Hội chứng Reye là một căn bệnh chủ yếu gây tổn thương cấp tính não (encephalopathy) và thoái hóa mỡ gan (Gan nhiễm mỡ), mà thường bắt đầu ngay sau khi hồi phục từ một căn bệnh virus cấp tính, đặc biệt là cúm và thủy đậu (trái rạ). Nó là một căn bệnh hiếm gặp mà thường xảy ra ở trẻ em từ 4-9 tuổi, nhưng có thể xảy ra ở mọi lứa tuổi. Bệnh gây tử vong lên đến 25% các trường hợp, khoảng 30% bị rối loạn thần kinh, chẳng hạn như khó khăn về ngôn ngữ và học tập. Nó được mô tả lần đầu tiên vào năm 1963 bởi nhà bệnh lý học Ralph Douglas Kenneth Reye, người Úc (1912-1977), là một căn bệnh riêng biệt. Các dấu hiệu và triệu chứng như lú lẫn, co giật và mất ý thức cần được điều trị khẩn cấp.
Hội chứng Reye có liên quan với Aspirin, trẻ em dưới 12 tuổi không nên dùng Aspirin nếu không có toa bác sĩ, nhất là khi mới phục hồi từ bệnh thủy đậu hoặc các triệu chứng giống như bệnh cúm.